# René de Possel

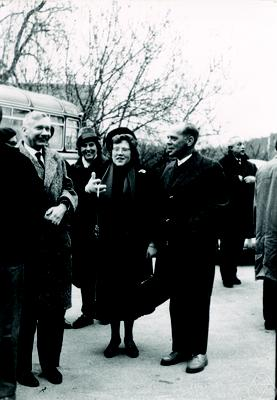
René de Possel (rechts) in 1961

Lucien Charles Alexandre René de Possel (1905-1974) was een Frans wiskundige. Hij was een van de oprichters van de Bourbaki-groep, en later een pionier in de informatica, die met name werkte op het gebied van de Optical character recognition.
Hij had de normale achtergrond voor een lid van Bourbaki: de École Normale Supérieure, de agrégation en vervolgens een studie in Duitsland. Hij verliet Bourbaki reeds in een vroeg stadium. Hier lag een persoonlijke kwestie aan ten grondslag. De informele leider van Bourbaki André Weil trad met Eveline De Possel in het huwelijk, dit nadat René en Eveline in 1937 van elkaar waren gescheiden.
De Possel publiceerde in 1936 een vroeg boek over de speltheorie (Sur la théorie mathématique des jeux de hasard et de réflexion). Zijn latere onderzoek in de computerwetenschappen aan het instituut Blaise Pascal geschiedde vanuit een positie van relatieve isolatie, als het onderwerp steeds onafhankelijker werd van de eerder opgelegde rol van dienstverlener op het gebied van numerieke analyse. Aan dit instituut werd hij in 1960 directeur als opvolger van Pierre Louis Couffignal (1902-1966). Dit duurde tot een administratieve reorganisatie onder de C.N.R.S. in 1969. Hij was een leidende figuur in de lobby voor het latere Institut de Programmation.

## Voetnoten
1. ↑  Amir Aczel (2006). The artist and the mathematician. High Stakes Publishing, London. ISBN 9781843440345.